# Troels Marstrand (bagermester)
 Der er flere personer med dette navn, se Troels Marstrand (fabrikant).
Troels Caspar Daniel Marstrand (født 13. maj 1815 i København, død 23. august 1889 på Frederiksberg) var en dansk industridrivende og politiker, bror til Osvald og Wilhelm Marstrand.
Troels Marstrand blev født i København som søn af mekaniker Nicolai Jacob Marstrand. Efter at have været skriverdreng i Skælskør og lært bageriet i Køge rejste han 1835 udenlands. 1837 kom han tilbage og blev nu kontorist hos politimesteren i Helsingør, til han 1839 kunne overtage sin moders indtil da udlejede bageri. Dette drev han rask i vejret ved tilvirkning navnlig af rugbrød og skibsbrød, og han udvidede virksomheden med en dampmølle (1850), hvad der vakte stor opmærksomhed. 1857 købte han Vodroffgårds Mølle, hvor mølleriet blev drevet i stor målestok, og hvor der fra 1865 også blev oprettet et ølbryggeri (Marstrands Bryggerier), alt under firmaet "Troels Marstrand", hvori grossererne Jens Lund og F.W. Kjørboe deltog.
Marstrands rastløse virksomhedstrang nøjedes imidlertid ikke med det her skildrede daglige arbejde. Som oldermand i Københavns Bagerlav (1847-51) viste han sit frisind ved at afskaffe den ilde berygtede bagerkro, 1857 var han i et af Industriforeningen nedsat udvalg virksom for næringsfrihedens indførelse, 1862 var han medindbyder til Frihandelsforeningen, 1857-63 var han Borgerrepræsentant. Da han (efter 1865) af helbredshensyn på forskellig nåde hvilede ud, bl.a. ved at foretage større og mindre rejser, kom han og hans talrige slægt (foruden sine egne havde han også en afdød broders børn at opdrage) i livlig forbindelse med højskolerne på Askov og Vallekilde; og hele sin ejendommelige, selvstændige, men urolige ånd har han vist i sin bog Slægten Marstrand (1885), som ikke kun er en slægtshistorie, men også en selvbiografi. Han døde 23. august 1889 og er begravet på Assistens Kirkegård.
Han var 2 gange gift: 1. gang (7. november 1845) med Caroline Emilie f. Carlsen (7. maj 1812 – 21. oktober 1859), datter af snedkermester Carlsen og Christiane Marie f. Møller; 2. gang (24. september 1880) med Sofie Emilie f. Jansen (f. 5. maj 1829), enke efter forpagter Vilhelm Eggertsen og datter af malermester i Stege Tobias Jansen (Tiaden) og Anna Johanne f. Bruun.
Wilhelm Marstrand har malet ham 1845 og senere. Der findes også et portræt af Jørgen Roed 1874.